# Belonochilus
Belonochilus is een geslacht van wantsen uit de familie van de bodemwantsen (Lygaeidae). Het geslacht werd voor het eerst wetenschappelijk beschreven door Philip Reese Uhler in 1871.

## Soorten
Het genus is monotypisch bevat alleen volgende soort:

- Belonochilus numenius (Say, 1832) (Amerikaanse platanenwants)